# Kanton Écully
Kanton Écully (francouzsky Canton d'Écully) je francouzský kanton v departementu Rhône v regionu Rhône-Alpes. Tvoří ho tři obce.

## Obce kantonu
- Champagne-au-Mont-d'Or
- Dardilly
- Écully